# کوالوو پومورسکی
کوالوو پومورسکی (به لاتین: Kowalewo Pomorskie) یک شهرک در لهستان است که در شهرستان گولوپ-دوبژن واقع شده‌است.

## خصوصیات
کوالوو پومورسکی ۴٫۴۵ کیلومترمربع مساحت و ۴٬۰۵۵ نفر جمعیت دارد.